# Concurso Internacional de Piano de Leeds

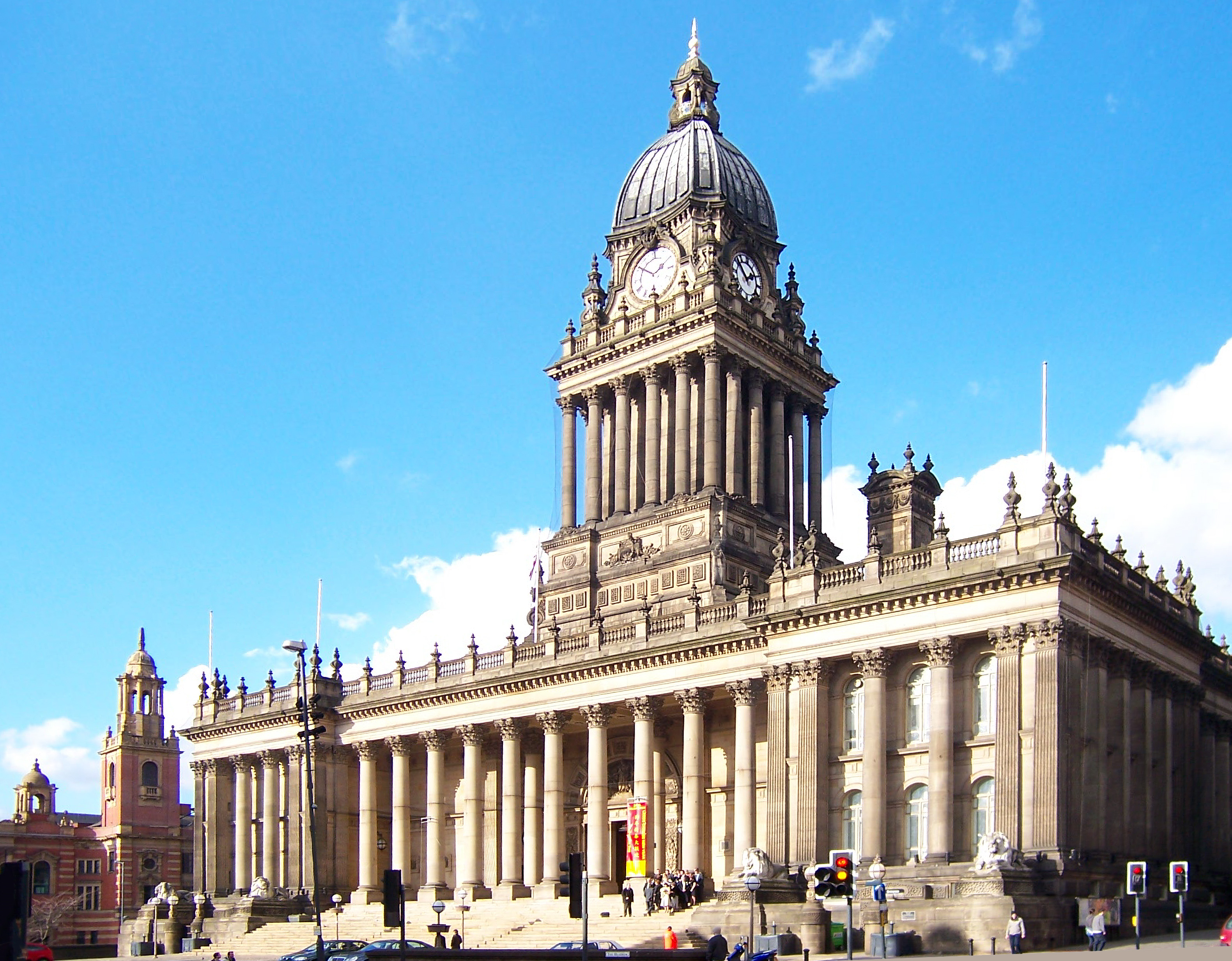
El Ayuntamiento de Leeds sede del Concurso.

El Concurso Internacional de Piano de Leeds es una de las competiciones pianísticas más prestigiosas al mundo. Se desarrolla cada tres años a Leeds, en el West Yorkshire, en Inglaterra. Fue fundado en 1961 por la Condesa Marion de Harewood y la artista Fanny Waterman, que es la directora artística y la presidenta del Concurso. 
La primera edición tuvo lugar en 1963 y luego se desarrolla con cadencia triennal a excepción de la edición que se debía celebrar en 1999 y que se celebró en el 2000. El concurso se desarrolla en el aula magna de la Universidad de Leeds y en la Gran Sala del Ayuntamiento de Leeds. 

## Ganadores
| Año  | Primero              | Segundo                                         | Tercero                                       | Cuarto             | Quinto                                     | Sesto                |
| ---- | -------------------- | ----------------------------------------------- | --------------------------------------------- | ------------------ | ------------------------------------------ | -------------------- |
| 2012 | Federico Colli       | Louis Schwizgebel                               | Jiayan Sun                                    | Andrejs Osokins    | Andrew Tyson                               | Jayson Gillham       |
| 2009 | Sofya Gulyak         | Alexej Gorlatch                                 | Alessandro Taverna                            | David Kadouch      | Rachel Cheung                              | Jianing Kong         |
| 2006 | Sunwook Kim          | Andrew Brownell                                 | Denis Kozhukhin                               | Siheng Song        | Sung-Hoon Kim                              | Grace Fong           |
| 2003 | Antti Siirala        | Evgenia Rubinova                                | Yuma Osaki                                    | Igor Tchetuev      | Chiao Ying-Chang                           | Sodi Braide          |
| 2000 | Alessio Bax          | Davide Franceschetti                            | Severin von Eckardstein                       | Cristiano Burato   | Ashley Wass                                | Tatyana Kolessova    |
| 1996 | Ilya Itin            | Roberto Cominati                                | Aleksandar Madžar                             | Sa Chen            | Armen Babakhanian                          | Ekaterina Apekisheva |
| 1993 | Ricardo Castro       | Leon McCawley                                   | Mark Anderson                                 | Filippo Gamba      | Maxim Philippov                            | Margarita Shevchenko |
| 1990 | Artur Pizarro        | Lars Vogt                                       | Eric le Sage                                  | Balázs Szokolay    | Haesun Paik                                | Andrei Zheltonog     |
| 1987 | Vladimir Ovchinnikov | Ian Munro                                       | Noriko Ogawa                                  | Boris Berezovsky   | Hugh Tinney                                | Marcantonio Barone   |
| 1984 | Jon Kimura Parker    | Ju Hee Suh                                      | Junko Otake                                   | Louis Lortie       | David Buechner, adesso Sara David Buechner | Emma Tahkmizyan      |
| 1981 | Ian Hobson           | Wolfgang Manz                                   | Bernard d'Ascoli                              | Daniel Blumenthal  | Christopher O'Riley                        | Peter Donohoe        |
| 1978 | Michel Dalberto      | Diana Kacso                                     | Lydia Artymiw                                 | Ian Hobson         | Kathryn Stott                              | Etsuko Terada        |
| 1975 | Dimitri Alexeev      | Mitsuko Uchida Giappone                         | András Schiff, Hungary (ex-a.) Pascal Devoyon |                    | Micheal Houston (ex-a.) Myung-whun Chung   |                      |
| 1972 | Murray Perahia       | Craig Sheppard                                  | Eugene Indjic                                 |                    |                                            |                      |
| 1969 | Radu Lupu            | Georges Pludermacher                            | Arthur Moreira-Lima                           | Boris Petrushansky | Anne Queffélec                             |                      |
| 1966 | Rafael Orozco        | Viktoria Postnikova URSS (ex-a.) Seymon Kruchin | Alexey Nasedkin                               | Jean-Rodolphe Kars |                                            |                      |
| 1963 | Michael Roll         | Vladimir Krainev                                | Sebastien Risler                              | Armenta Adams      |                                            |                      |